# Radi Aktiv
Radi Aktiv war ein bayerisches Anti-Atom-Magazin.

## Geschichte
Radi Aktiv erschien in den Jahren 1985 bis 1990 und berichtete u. a. über die Geschehnisse und den Kampf gegen die Wiederaufarbeitungsanlage Wackersdorf. Herausgegeben wurde die Zeitschrift von der Landeskonferenz der bayerischen Anti-AKW-Bürgerinitiativen (LAKO). Die Redaktion übernahm die Nürnberger Initiative gegen Atomanlagen (NIGA).

## Rechtliche Auseinandersetzungen
Immer wieder mussten sich die Redakteure rechtlichen Auseinandersetzungen stellen. Unter anderem beanstandete die Staatsanwaltschaft die Titelgestaltung von Ausgabe 6/1986 (FREI STATT BAYERN) mit dem Großen Staatswappen des Freistaats Bayern, wobei die Wappenlöwen mit Polizeihelm, Gummiknüppel und Pistole ausgerüstet sowie drei Hunde einmontiert wurden.
Die Radi-Aktiv-Ausgabe 12/1987 hatte bekannte  presserechtlich Verantwortliche wie Robert Jungk, Armin Weiss, Jutta Ditfurth, Jens Scheer, Johannes Kempmann und andere. Sie drückten damit ihre Solidarität mit der Zeitschrift und ihren Protest gegen die laufenden Gerichtsprozesse aus.